# Нобілітет
Нобілітет (від лат. Nobilitas — знать, та лат. nobiles — знатний, благородний) — в Давньоримській республіці правлячий стан рабовласницького класу з патриціїв і багатих плебеїв. У царську епоху знаттю були виключно патриції. В наслідок довгої боротьби плебеїв за свої політичні права (V—IV ст. до. н. е.), останні поступово отримали право обіймати вищі державні посади. За часів Республіки родина набувала популярності, якщо її представники виконували курульні магістратури (курульний едилітет, претуру, консулат). У міру допуску до курульних посад плебеїв складалась верства плебейської знаті, яка, разом з патриціями, утворила патриціансько-плебейський курульний нобілітет (IV—III ст. до н. е.). На рубежі III—II ст. до н. е. коло знаті (нобілів) звузився: знатність стала займатися виконанням тільки консульської посади, — сформувався консульський нобілітет в складі приблизно 20 патриціанських і 30 плебейських родин.
Термін «Nobilität» використовувався ще Теодором Моммзеном в його «Римській історії» (др. пол. XIX століття). Однак, на початку XX століття німецький антикознавець Маттіас Гельцер став першим трактувати нобілітет як правлячий замкнутий стан римлян, чиїми предками протягом декількох поколінь були консули. На його думку, нобілі використовували відносини патронату-клієнтели і amicitia (дружби з етичними зобов'язаннями) для підтримки своїх кандидатур на виборах консулів і зосередили в своїх руках всю реальну владу в Римській державі. Нова концепція справила великий вплив на розвиток уявлень про давньоримську політику; серед її послідовників — Фрідріх Мюнцер, Рональд Сайм, Лілі Росс Тейлор та інші. Згодом, однак, основні положення концепції М. Гельцера були переглянуті (зокрема, П. Брантом і Ф. Мілларом).

## Структура
Нобілітет кількісно був невеликим. Про кількість правлячих патриціянсько-плебейських рядів III—II ст. можуть надати уявлення наступні цифри: з 200 консулів за період з 234 по 133 р. 92 були з плебеїв і 108 — з патриціїв, з цієї кількості 159 консулів належали тільки до 26 родів: 10 патриціанським і 16 плебейським. Представники роду корнеліїв, наприклад, займали консульські посади 23 рази, еміліїв — 11 разів, фабіїв — 9, фульвіїв — 10, клавдіїв марцеллів — 9 разів і т. д. звідси легко зробити висновок, що в цей період 26 нобільських родів утворювали ядро правлячого стану.
За традицією представники нобілітету мали доступ до вищих державних посад; їх монопольне право на заміщення вищих державних посад призвело до того, що «новій людині» пробитися до консульської посади майже було неможливо. Нобілітет був хранителем політичних традицій аристократичної республіки, але з його ж середовища виходили і опозиційні політики. За поодинокими винятками до нобілітету належали і вожді так званої римської демократії. У період імперії нобілітет вже не мав колишнього значення. У більш широкому значенні (вже у стародавніх авторів), нобілітет — «знать» на противагу «народу», «черні».
Представники нобілітету займали вищі посади в республіці і поповнювали сенат. Основу могутності нобілітету становили багатства нобілів, джерелом яких були велика земельна власність, експлуатація рабів, пограбування провінцій.

## Становище нобілітету
Якщо римський нобілітет був правлячим станом, то вершництво вважалось торгово-фінансовою знаттю, хоча більшість вершників були землевласниками середнього статку. Зовнішня торгівля, воєнне постачання і підряди, відкуп від податків були основою економічної міцності вершників. Римляни не мали власної фінансової адміністрації, тому збирали податки через приватних осіб — відкупників, або публіканів. Відкупники вносили до державної скарбниці всю суму податку, а потім через своїх людей збирали з жителів провінцій покладений податок. При зборі податків вони не тільки заповнювали внесену суму, а й мали значні надлишки. Намісники провінцій, отримуючи великі хабарі, дивилися крізь пальці на зловживання відкупників, виділяли їм на допомогу війська, придушували невдоволення провінційних жителів. Відкупна система збору податків приводила до швидкого руйнування і виснаження провінцій. Найбільш далекоглядні представники римського нобілітету розуміли, що розорення провінцій послаблює всю державу, і боролися зі зловживаннями відкупних кампаній. Це призводило до непорозумінь і боротьбі між сенатським станом і вершниками, проте в цілому ці два стани були дружніми і однаково зацікавленими в пограбуванні провінцій. У I ст. до н. е. верхівка вершників злилася з сенатської знаті, вони поріднилися один з одним, багато сенаторів через підставних осіб брали участь у фінансових операціях вершників, а найбільш багаті вершники були включені в сенат і в важливі судові комісії з розбору зловживань намісників. У I ст. до н. е. вершники стають власниками не тільки великих капіталів, а й великих земельних володінь. Злиття верхівки вершників з сенаторською знаттю отримало ідеологічне обґрунтування в творах Цицерона, який висунув гасло «згоди станів» (concordia ordinum).

## Представники
У відповідності з аграрним характером Риму економічною базою нобілітета було землеволодіння. Торгівля і грошові операції з кінця III ст. все більше відходять від нобілей, до рук так званих «вершників». Таким чином, можна визначити нобілітет як багату аграрно-службову частину римської держави, як правлячу верхівку рабовласницького класу.

### Плебеї в нобілітеті
В 366 р. до н. е. плебеї отримали право займати посаду консула і зрештою отримали доступ до всіх курульних магістратур. Таким чином, обидва стани були поставлені в рівні положення в плані політичних можливостей. Тому плебеї, які досягли магістратури, возвеличувались над власним станом, і репутація батька додавала до репутації його нащадків. Аристократичним установам властиво гинути, якщо вони виключні; але вони продовжують своє, даючи плебеям можливість увійти до їх вузьких рядів. Ті, кого прийняли у стан знаті, вдоволені своїм відокремленням від минулих товаришів і більше того, такі ж аристократичні у своїх поглядах, як і першочергові члени того класу, до якого вони приєднались.
Нащадки плебеїв, які займали курульні магістратури, засновували клас під назвою «нобілі» або «відомі люди», які називалися так на відміну від «незнатних» або невідомих людей. У нобілей не було законних привілеїв як таких, але вони були пов'язані спільною гідністю і спільним інтересом; а цей спільний інтерес полягав у прагненні обмежити обрання на всі вищі посади членами їх стану, нобілітета. Таким чином, нащадки плебеїв, які добились гідності, об'єднались, щоб не допустити інших плебеїв до гідності, яку вони отримали від предків.
Зовнішньою відмінністю нобілів було право зображень (Jus Imaginum), привілей, заснований тільки на традиції, а не на яких-небудь конкретних постановах. Ці зображення (Imagines) мали вигляд фігур з розфарбованими восковими масками, виготовлені так, щоб нагадувати людину, яку зображували (Plin. H. N. XXXV. 2 expressi cera vultus); їх розміщували в атріумі будинку, вочевидь, в дерев'яних скринях або кіотах у формі храмів (ξύλινα ναΐδια, Polybius VI. 53). Зображення супроводжувались надписами (tituli) або списком досягнень покійного; ці надписи якимось чином були пов'язані лініями чи гілками так, щоб зображувати родове дерево (stemma) родини. Зазвичай зображення зберігались в кіотах, але у святкові дні і під час великих церемоній їх відкривали і увінчували лавром (laureatae); вони також були частиною святкової процесії.
Це були зовнішні ознаки чи символи знатної родини (Nobilis Familia), по суті, геральдичні відмінності. Походження такого використання зображень (від якого невід'ємне поняття римського нобілітету) не зрозуміло. Лівій використовував термін «нобілітет» по відношенню того періоду римської історії, коли плебеї ще не отримали доступ до консульства; можливо, патриції вже тоді використовували зображення, а плебеї прийняли цей звичай, коли для них відкрились курульні магістратури. Патриції простежили свій родовід (stemmata) до найвіддаленіших періодів в історії (Tac. Ann. IV. 9). Імовірно, що римський нобілітет і право зображень ведуть початок від допуску плебеїв до консульства в 366 р. до Р. Х. Звичай зберігати зображення міг існувати і, напевно, дійсно існував до того часу, коли виникло поняття «право зображень» (Jus Imaginum). Дійсно, оскільки мета патриціїв (котрі усі були рівноправні у своєму класі) повинна була складатися з того, щоб прив'язати до себе плебеїв, вибраних на курульні магістратури, то з такими справами узгоджується даний родинам таких плебеїв дозвіл чи запрошення прийняти існуючи ознаки відмінності, котрі б відділили їх від того стану, до я кого вони належали. Згодом звичай закріпив цю практику; таким чином, право зображень було встановлено, на кшталт багатьох римських інститутів.
Плебей, який вперше досяг курульної посади, був засновником знатності своєї родини (princeps nobilitatis; auctor generis). Така людина не могла мати зображень своїх предків чи своїх власних зображень, так як зображення людини виконувались тільки після її смерті  (Polyb. VI. 53). Тому така людина не була нобілем в повному значенні цього слова, але не була і невідомою. Римляни називали її «novus homo» або «нова людина», а його статус чи стан обозначались як Novitas (Sall. Jug. 85). Термін «нова людина» ніколи не вживався по відношенню до патриціїв. Першою новою людиною в Римі був перший плебейський консул Луцій Секстій Латеран; а дві найбільш видатних нових людини — це Гай Марій і Марк Туллій Цицерон, уродженці італійського муніципія.
Звичайно, патриції мали ревниво ставитися до нової аристократії, але, одного разу утворившись, ця нова знать легко могла об'єднатися зі старою римською аристократією, щоб утримувати владу в своїх руках і не дозволяти більше новим людям оскверняти цей привілейований клас. (Sall. Jug. 63). Уже в період Другої Пунічної війни цей новий клас, що складався з патриціїв, або початкових аристократів, і нобілів, або недавно приєднаних аристократів, міг не допускати нових людей до консульства (Liv. XXII. 34). Вони зберігали свою владу до кінця республіканського періоду, і консульство залишалося в майже винятковому володінні нобілітету. Свідоцтва Цицерона (який сам був новою людиною) з цього питання рясні і чіткі.

### Патриції в нобілітеті
Що стосується осіб, що входили в родовід знатної родини (стемму), то виходить, що до них відносились всі предки аж до того, хто вперше зайняв курульну посаду, і, зрозуміло, всі безпосередні предки, які досягли такої ж гідності. Сюди включалися і родичі по материнській лінії, так що стемма повинна була містити як агнатів, так і когнатів. Усиновлення також збільшувало число осіб, які утримуються в стеммі, а якщо туди входили і свояки (Affines; а вони, мабуть, входили), то стемма перетворювалася в величезний родовід.
Деякі зауваження стосовно римського нобілітету зробив Захарія, Sulla (I. 5). Він пише про Суллу, що, хоча його родина була патриціанською, але навряд чи він міг належати до нобілітету, тому що термін «нобілітет» пояснює, що хтось з попередників даної людини займав курульну магістратуру. Але це помилкова думка. Попередники Сулли займали курульні магістратури, і хоча його родина і була бідною, вона все ж таки була благородною. Нобіль, нехай бідний, як і Сулла, залишався нобілем. Брак засобів міг позбавити людину впливу, але не права зображень. Якщо б існував патрицій, чиї попередники ніколи не займали курульних посад, то він не був би нобілем. Але коли нобілітет став могутнім, що сталося задовго до реформ Гракхів, патриціанська гідність набула другорядного значення. Малоймовірно, що в 133 р. до н. е., або навіть набагато раніше, міг існувати патриціанський рід, чиї родини не отримували багаторазово найвищі державні відзнаки. Якщо виключення і були, то було їх дуже мало.

## Боротьба між оптиматами і популярами
Слово «оптимати», як пояснює Цицерон протиставляється «популярам»: він описує оптиматів як всіх тих, «хто не злочинний, хто від природи не схильний ні до зла, ні до неприборканісті, хто не обтяжений засмученим станом» («qui neque nocentes sunt nec natura improbi nec furiosi nec malis domesticis impediti»). Це не політичне визначення; це не більше ніж назва, таке ж, як «консерватори» або тому подібні імена. Використання цього слова у Лівія (III. 39) показує, як він його розумів; але Лівій заслуговує докору за вживання цього терміна щодо такого раннього періоду. Веллей (II. 3) описує оптиматів як сенат, велику і кращу частину вершників і ту частину плебсу, що не зіпсована згубними ідеями: всі вони об'єдналися в атаці на Гая Гракха. Це відкриває нам очі на реальне значення слова «оптимати»: це був нобілітет і основна частина вершників, багатий середній клас, а також всі інші, чию підтримкою могли мати у своєму розпорядженні нобілі і вершники; фактично, всі ті, хто чинив опір змінам, здатним зруйнувати владу нобілітету і інтересам його союзників. Оптимати в цьому сенсі протистоять плебсу, народній масі, і «оптимати» — більш широке поняття, ніж «нобілітет», оскільки воно включає нобілітет і всіх, хто до нього приєднався.
Термін «популяри» неясний. Він міг використовуватися для позначення супротивників нобілітету, незалежно від того, чи були мотиви цих супротивників чисті і чесні або ж перебували в прагненні до влади через схвалення народу. Про Цезаря, що шукав народної підтримки, було вірно сказано, що він не стільки давав народу, який зробив його грізним, скільки очікував отримати від нього натомість. Популяр міг належати, і дуже часто належав, до класу нобілітету. Він міг навіть бути патрицієм, подібно Цезарю; він міг ставити собі за мету приниження знаті, або сприяння інтересам народу, або сприяти своїм власним інтересам, або ж, як Цезар, міг переслідувати всі ці цілі.

## Панування нобілів в державі
Економічною основою нобілів-магнатів було велике землеволодіння: нобілі захоплювали кращі землі, колишні ділянки-клери царів перетворилися в земельні володіння-латифундії (latus — великий, fundus — володіння). Поряд з італійськими маєтками багатії купували великі володіння і в провінціях. Часті військові походи в інші країни збагачували військових командирів з сенатського стану. Вони отримували величезні доходи від управління провінціями; доходи нобілітету від воєн і пограбування провінцій вкладалися в землю. «Грошове господарство, — пише Моммзен, — в тісному союзі з великим землеволодінням вже вело протягом століть боротьбу проти селянства». Сенаторами відбувалися також торгово-лихварські операції, і особливо в великих масштабах в провінціях, хоча, як свідчить Лівій, «торгівля визнавалася для сенаторів безумовно ганебною».
Про час панування нобілітету в країні свідчить і правління Луція Корнелія Сулли, який став диктатором в 82-79 рр. до Р. Х. Сулла, видатний оптимат і полководець, «проголосив себе диктатором», — пише Плутарх. З точки зору Моммзена, Сулла, "захисник олігархічного ладу, сам був змушений виступити в ролі тирана. Ця остання перемога олігархії була дуже схожа на поразку ". Сулла заснував склад сенату, число сенаторів зросло з 300 до 600 осіб за рахунок вислужиння сулланских воєначальників. Фактично перестав існувати інститут народних трибунів, що призвело до обмеження прав коміціїв: тепер кожне речення народного трибуна мало попередньо обговорюватися в сенаті; коміції приймали сулланські закони, що проводилися в інтересах нобілітету. «Винаходом» Сулли стали так звані «проскрипції» — списки політичних супротивників. Голови убитих виставлялися на Форумі: загинуло понад 90 сенаторів і 2600 вершників.
Читаючи грецьких авторів, які описували римську історію, корисно звертати увагу на значення політичних термінів, які вони використовують. Δυνατοί і πλούσιοι у Плутарха (Tib. Gracch. 13, 20) — це нобілітет і його послідовники, або ж, як їх назвав би Цицерон після свого  консульства, оптимати. У таких уривках, як XXXVIII, 2 Діона Кассія, значення слова «δυνατοί» можна встановити з контексту.

## Нобілітет після падіння диктатури Сулли
Падіння диктатури Сулли пов'язано з тим, що метою диктатора було зміцнення нобілітету, тобто панівної верстви, приреченого історією на загибель. І про це свідчать події I ст. до н. е.: сенатській олігархії була оголошена війна. Тоді в ході громадянських воєн 49—45 до н. е. і 44—42 до н. е. відбувалося руйнування основ республіканського ладу і становлення цезаризму через тріумвірати і диктатури, тому що прихильники військової диктатури (цезаризму) прагнули до насильницького захоплення одноосібної влади.
Наступним етапом боротьби з режимом сенатської олігархії в історії республіки стала диктатура Цезаря. У 44 р. до н. е. сенат дав йому титул довічного, «вічного» диктатора (dictator in perpetuum), він отримав також титул «Батька Вітчизни» (Pater Patriae), титул імператора, який увійшов до складу його імені, вказуючи на зв'язок з військом; був обраний великим понтифіком.
Від республіки до імперії, від влади нобілітету до влади імператора. Причина падіння значення нобілітету становлять собою комплекс проблем. Видається неможливим виділити одну єдину — основну.

## Значення нобілітету в історії
Кожна цивілізація робить великий внесок у світову історію і культуру. Одним з найважливіших досягнень римського народу, котрі збагатили світову історію, є його держава. Створена десятками поколінь державна система дозволяла Риму протягом довгих віків існувати як світова держава. Тому так необхідно вивчати механізми цієї державної системи, їх функціюнування, виникнення і розвиток, взаємозв'язок.